# 蒙贝洛蒙费拉托
蒙贝洛蒙费拉托（義大利語：Mombello Monferrato），是意大利亚历山德里亚省的一个市镇。总面积19.89平方公里，人口1108人，人口密度55.7人/平方公里（2009年）。ISTAT代码为006097。